# Narciso Ibáñez Menta
Narciso Ibáñez Menta (Sama de Langreo, Asturias, 25 de agosto de 1912-Madrid, 15 de mayo de 2004) fue un actor y director teatral español nacionalizado argentino. Es reconocido en la ficción de terror en países de habla española.

## Biografía
Sus padres, Narciso Ibáñez Cotanda (nacido en la finca familiar de Pozo Estrecho, Cartagena) y Consuelo Menta Agreda (natural de San Sebastián, Guipúzcoa), fueron artistas líricos.
Con tan sólo ocho días, hizo su aparición en escena en brazos de la actriz Carola Ferrando. Durante su infancia viajó junto a sus padres por España e Hispanoamérica para asentarse en Buenos Aires, donde se hizo famoso con el nombre de "Narcisín", y gozó de gran aprecio del público argentino entre 1919 y 1923, con obras como El pibe del corralón, El príncipe Cañamón, Meu Fillo!! y El niño de Río Tinto, entre otras.
Gran admirador de Lon Chaney, aprendió a maquillarse de la misma manera, creando caracterizaciones en las que apenas era reconocible, como cuando interpretó a Elmer Van Hess, el protagonista de la serie televisiva argentina El hombre que volvió de la muerte, aunque ya había hecho cosas similares para el cine.

## Trayectoria
En 1934 se casó en Buenos Aires con la actriz argentina Pepita Serrador, con la que tuvo un único hijo, Narciso Ibáñez Serrador, actor, dramaturgo y director de programas de televisión, con quien colaboró en numerosas ocasiones. Aunque se hizo popular por sus interpretaciones en el género de terror, sobre todo a partir de la colaboración con su hijo en algunas series de televisión, su trayectoria profesional fue amplia y completa.
En sus inicios siguió los pasos líricos de sus padres, pero luego, tras afincarse en Buenos Aires, desarrolló una etapa intensa como actor y director teatral, poniendo en escena obras clásicas y contemporáneas tales como Fausto de Goethe, La muerte de un viajante de Arthur Miller y Las manos sucias de Jean Paul Sartre.
En 1933, en Buenos Aires, se inició en el género de terror que le iba a dar la fama, con una adaptación teatral de Doctor Jekyll y Mr. Hyde, seguida de una puesta en escena de El fantasma de la ópera.
En Argentina protagonizó diecisiete películas, entre ellas El que recibe las bofetadas (1947), dirigida por Boris H. Hardy, y protagonizada junto a su cuñado Juan Serrador.
En este país se transformaría en una leyenda del género de terror: actuó en películas como Una luz en la Ventana (1942), La bestia debe morir (1952), junto a Nathán Pinzón, además de Obras maestras del terror (1960).
Dirigió varias obras y trabajó también como guionista de radio y televisión. Uno de sus mayores éxitos en TV fue El hombre que volvió de la muerte (1969), con libros de Abel Santa Cruz. 
Tras su regreso a España, a comienzos de los sesenta, se dedicó casi con exclusividad a la televisión donde alcanzó su máxima popularidad. No obstante, también hizo teatro y cine.
Comenzó su labor en Estudio 3 de TVE, interpretando distintas obras, siendo algunas de las más importantes: El hombre y la bestia y El asfalto; aunque la popularidad le vino de la serie Historias para no dormir, dirigida por su hijo, fama que confirmaría después con ¿Es usted el asesino? dirigida por él mismo. Además, realizó obras de teatro universal en el ciclo Estudio 1 de TVE.
Durante los años sesenta, desarrolló su actividad teatral participando en Aprobado en inocencia (1963), junto a su mujer y su hijo, La zorra y las uvas —por la cual ganó el premio "Primer Acto" de 1964 por su interpretación de Esopo—, Los físicos (1965), El sol en el hormiguero (1966), El proceso de Mary Dugan (1968), y Drácula.
Volvió a la televisión argentina en 1972, cuando protagonizó El tobogán, de Jacobo Langsner, junto a China Zorrilla, Inda Ledesma y Pepe Soriano. En 1974, realiza en ese país una nueva versión de las Historias para no dormir dentro del ciclo Narciso Ibáñez Serrador presenta a Narciso Ibáñez Menta y en España estelariza la miniserie El televisor, también dirigida por su hijo, aunque a partir de ahí su actividad profesional fue disminuyendo. Dos años más tarde formó parte del montaje de la obra de teatro Y de Cachemira, chales, de Ana Diosdado.
Nuevamente en Argentina, en 1979 protagoniza en Canal 13 la miniserie Mañana puedo morir aunque no obtuvo el éxito esperado; por cuestiones de contrato termina presentando un ciclo de películas de terror para dicho canal tras la cancelación del proyecto original: Viaje a lo Inesperado.
En 1984 intervino en la comedia de Fernando Trueba Sal gorda.
En 1985 protagoniza con notorio éxito en Argentina la miniserie de terror y suspenso El pulpo negro, emitida por Canal 9.
En 1989 ejerció de narrador para la serie de animación española La corona mágica; y en 1991 volvió a hacer una breve aparición en televisión en la serie Narradores.
En 1994 intervino en la serie de comedia española Los ladrones van a la oficina, en un papel que alcanzaba apenas los cinco minutos (5').
En la Argentina, su última aparición en la televisión se produjo en la telenovela Los Herederos del Poder, protagonizada por Juan Darthés, Andrea Bonelli, Orlando Carrió y Virginia Lago, emitida por Canal 9 en 1997.

## Premios
Fue uno de los primeros artistas en ganar el Premio Martín Fierro en la década de 1960, gracias a su trabajo en Obras maestras del terror.
En 1981 recibió el Premio Konex: "Diploma al Mérito" como uno de los cinco mejores Actores Dramáticos de Radio y TV de la historia en la Argentina.

## Vida personal
Se casó con "Pepita" Serrador en 1934, separándose a comienzos de los años cuarenta, aunque mantuvieron siempre una buena relación hasta la muerte de ella, en 1964.
En 1950, se casó con la actriz Laura Hidalgo, quince años más joven que Narciso, matrimonio que duró cuatro años.
En 1957, conoció a Lidia Haydee Rojas Rojas con quien se casó en 1959, y con quien permaneció hasta su muerte.
Tuvo como hobby durante muchos años la filatelia, teniendo predilección por los sellos argentinos clásicos, y siendo un gran difusor de este coleccionismo.

## Muerte
Su salud fue deteriorándose poco a poco, en 1996 le implantaron un marcapasos y pasó los últimos tiempos postrado en la cama. Falleció el 15 de mayo de 2004 en el Hospital de Madrid a la edad de 91 años.
Fue incinerado en el Cementerio de La Almudena de Madrid el 16 de mayo de 2004.

## Biografías y homenajes

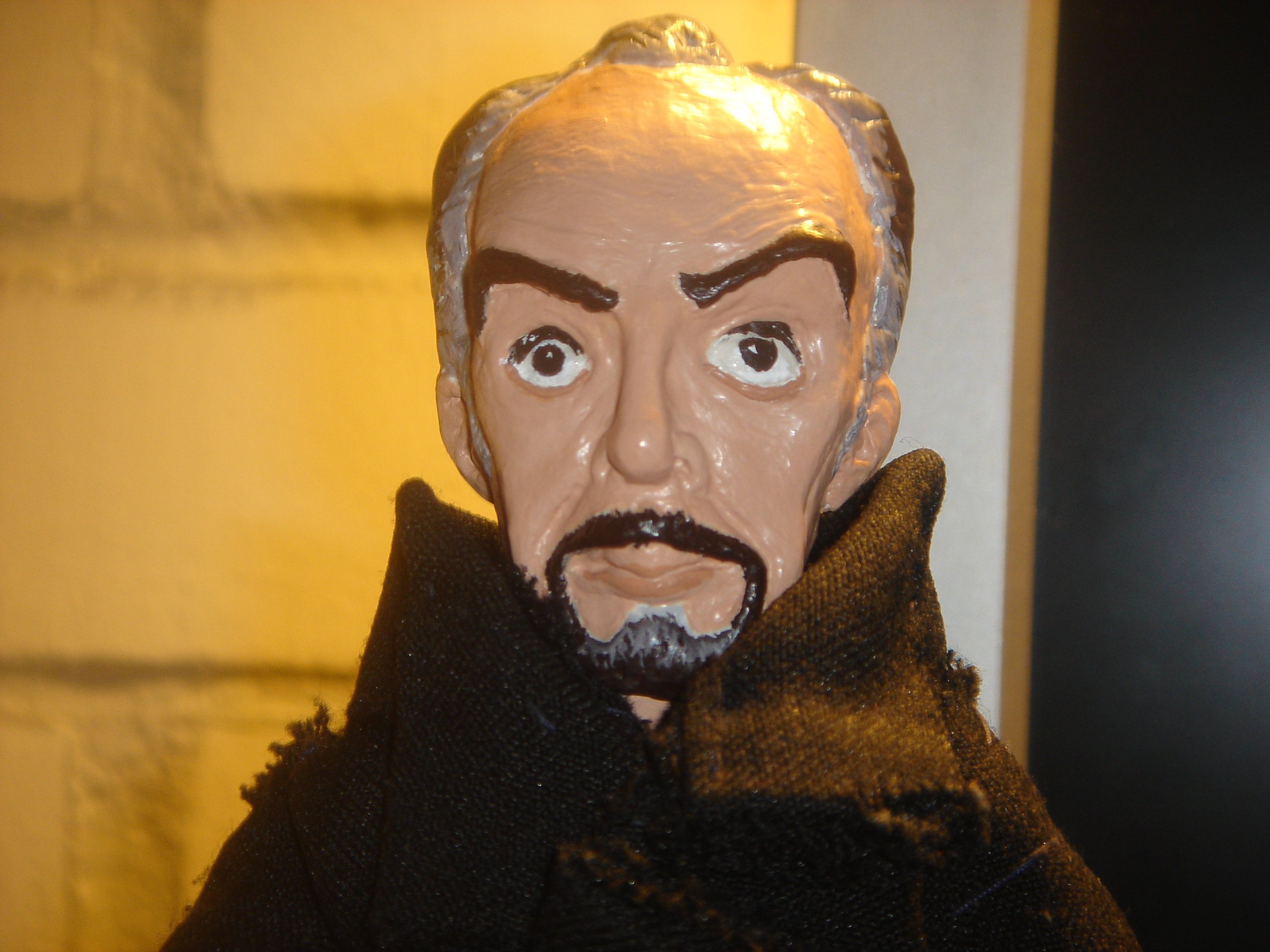
Figura de Narciso, por Juanky Pérez.

Existen tres libros sobre el actor. El primero le fue escrito en vida:
- María Escudero Vera: Narciso Ibáñez Menta: actor (1995)

Los otros dos son biografías escritas en la Argentina:
- El artesano del miedo: Narciso Ibáñez Menta de Leandro D'Ambrosio y Gillespi (2010)

- Narciso Ibáñez Menta: esencialmente, un hombre de teatro. Vol. 1: De Niño Ibáñez a Pibe Narcisín (2011), escrito por Graciela Beatriz Restelli y enfocado a su labor teatral.

En 2016 salió a la venta un scrapbook con recortes de periódicos, fotografías, etc. de sus trabajos y los de su hijo, editado por Gustavo Leonel Mendoza: 
- De Narciso Ibáñez Menta a Narciso Ibáñez Serrador (2016)

En materia audiovisual, en 2009 se estrenó el documental Nadie Inquietó Más - Narciso Ibáñez Menta de Gustavo Leonel Mendoza; presentada junto a una figura articulada creada por un fan.
En 2012, con motivo del centenario de su nacimiento, tuvo lugar el ciclo de cine "Narciso Ibáñez, el hombre de las mil caras", en el Cine Felgueroso de Sama de Langreo.
Mientras que en la Argentina, ese mismo año el Museo del Cine Pablo Ducrós Hicken realizó una retrospectiva con algunos de sus trabajos más significativos.

## Filmografía
Como actor
- Historia de crímenes (1942) ...Enrique Mendel
- Una luz en la ventana (1942) ...Dr. Herman
- Cuando en el cielo pasen lista (1945) ...William Morris
- Corazón (1947)
- El que recibe las bofetadas (1947)
- Almafuerte (1949) ...Almafuerte
- Vidalita (1949)
- La muerte está mintiendo (1950)
- Piantadino (1950) ...cameo promocional de la película La muerte está mintiendo, no participa del film.
- La calle junto a la luna (1951) ...Evaristo Carriego
- Derecho viejo (1951) ...Evaristo Carriego (cameo)
- La bestia debe morir (1952) ...Felix Lane / Frank Carter
- Fin de mes (1953)
- Un hombre cualquiera (1954)
- Maleficio, también conocida como Tres citas con el destino (1954)
- Cinco gallinas y el cielo (1957)
- Procesado 1040 (1958)
- Obras maestras del terror (1960)
- La cigarra no es un bicho (1964)
- Pasto de fieras —Tino, el mal pastor— (1967)
- Kuma Ching (1969)
- Due volte Giuda (1969)
- La saga de los Drácula (1973)
- Odio mi cuerpo (1974)
- Sábado, chica, motel, que lío aquél (1976)
- Lucecita (1976)
- Los muchachos de antes no usaban arsénico (1976)
- Tres días de noviembre (1977)
- Préstamela esta noche (1978)
- Yo hice a Roque III (1980)
- Viaje al más allá (1980)
- El retorno del hombre lobo (1981)
- El ser (1982)
- Los líos de Estefanía (1982)
- Sal gorda (1984)
- Más allá de la muerte (1986)
- Sólo se muere dos veces (1997)
- ¡Qué vecinos tan animales! (1998)

## Series de televisión
- Los premios Nobel (1958)
- Los malditos por la Historia (1958)
- Obras maestras del terror (1959–1960)
- El fantasma de la ópera (1960)
- Las aventuras de Arsenio Lupin (1961)
- ¿Es usted el asesino? (Versión argentina) (1961)
- La pata del mono (1961)
- El muñeco maldito (1962)
- Mañana puede ser verdad (Versión argentina) (1962)
- Estudio 3 (1964)
- La Historia de San Michel (1964)
- Mañana puede ser verdad (Versión española) (1964)
- Historias para no dormir (1965–1982)
- Historia de la frivolidad (1967)
- ¿Es usted el asesino? (1967)
- Un pacto con los brujos (1969)
- El premio (1969)
- El hombre que volvió de la muerte (1969)
- El sátiro (1969)
- Estudio 1 (1969-1980)
- Robot (1970)
- El Monstruo no ha muerto (1970)
- Otra vez Drácula (1970)
- Alta comedia (1970–1972)
- Chicho Ibáñez Serrador presenta a Narciso Ibáñez Menta (1974)
- Mañana puedo morir (1979)
- El pulpo negro (1985)
- Farmacia de guardia (1992)
- Los herederos del poder (1997)